# 공단로 (고성군)
공단로(Gongdan-ro)는 경상남도 고성군 고성읍 정동삼거리 에서 통영시 광도면을 잇는 경상남도의 도로이다.

## 주요 경유지
경상남도
- 고성군 (고성읍 . 거류면) - 통영시 (광도면)

## 노선
| 이름                  | 접속 노선                     | 소재지 | 소재지 | 비고                  |
| --------------------- | ----------------------------- | ------ | ------ | --------------------- |
| 정동삼거리            | 동외로                        | 고성군 | 고성읍 | 지방도 제1009호선구간 |
| 율대사거리 (지하차도) | 국도 제14호선 (남해안대로)    | 고성군 | 고성읍 | 지방도 제1009호선구간 |
| 용산사거리            | 거류로                        | 고성군 | 고성읍 | 지방도 제1009호선구간 |
| (이름없음)            | 거류로                        | 고성군 | 거류면 |                       |
| 동고성 나들목         | 통영대전고속도로 제35호선     | 고성군 | 거류면 |                       |
| 송곡교                |                               | 고성군 | 거류면 |                       |
| 무량 교차로           | 은황길                        | 통영시 | 광도면 |                       |
| 황리사거리            | 국도 제77호선 (안정로) 임외길 | 통영시 | 광도면 |                       |